# Emanuele Pirro
Emanuele Pirro (* 12. Januar 1962 in Rom) ist ein ehemaliger italienischer Automobilrennfahrer.

## Karriere
Seinen Einstieg in den Motorsport machte Pirro Mitte der 1970er Jahre im Kartsport. 1976 und 1979 wurde er italienischer Kart-Meister. In den folgenden Jahren stieg er über die Formel 3, Formel 2, Formel 3000 und verschiedene Tourenwagen-Meisterschaften 1988 mit McLaren-Honda als Testfahrer in die Formel 1 auf.
Pirro hatte bereits 1987 versucht, mit dem britischen Team Middlebridge-Trussardi in der Formel 1 anzutreten; das Projekt erhielt jedoch keine Starterlaubnis. 1989 bestritt Pirro für Benetton-Ford seine erste Formel-1-Saison. In den kommenden zwei Jahren startete er für das italienische Team BMS Scuderia Italia. Insgesamt konnte er sich für 37 Grand-Prix-Starts qualifizieren und holte drei WM-Punkte. Seine beste Formel-1-WM Platzierung war der 18. WM-Rang in der Saison 1991.
1992 wechselte Pirro vom Formelsport zum Tourenwagensport. 1992 nahm er mit BMW eine Saison an der Deutschen Tourenwagen-Meisterschaft (DTM) teil. Darauf folgten einige erfolgreiche Jahre in der italienischen Tourenwagen-Meisterschaft. 1994 und 1995 wurde er mit Audi Gesamtsieger der Serie. 1996 wechselte er wieder nach Deutschland, in den ADAC-STW-Cup. Auch hier konnte er seine erste Saison mit einem Gesamtsieg beenden.
1999 nahm Pirro mit einem Audi R8 an seinem ersten 24-Stunden-Rennen von Le Mans teil. In den drei darauffolgenden Jahren konnte er mit seinen Teamkollegen Tom Kristensen und Frank Biela das Rennen gewinnen.
2004 startete er neben Frank Biela für Team Joest mit einem Audi A4 bei der DTM.
In den Jahren 2006 und 2007 gewann er zusammen mit Frank Biela (D) und Marco Werner (D) das 24-Stunden-Rennen von Le Mans (24 Heures du Mans) auf Audi R10 TDI ein viertes und fünftes Mal.

## Statistik

### Le-Mans-Ergebnisse
| Jahr | Team                     | Fahrzeug                | Teamkollege     | Teamkollege      | Platzierung            | Ausfallgrund |
| ---- | ------------------------ | ----------------------- | --------------- | ---------------- | ---------------------- | ------------ |
| 1981 | Martini Racing           | Lancia Beta Monte Carlo | Beppe Gabbiani  |                  | Ausfall                | Unfall       |
| 1998 | Gulf Team Davidoff       | McLaren F1 GTR          | Rinaldo Capello | Thomas Bscher    | Ausfall                | Unfall       |
| 1999 | Audi Sport Team Joest    | Audi R8R                | Frank Biela     | Didier Theys     | Rang 3                 |              |
| 2000 | Audi Sport Team Joest    | Audi R8                 | Frank Biela     | Tom Kristensen   | Gesamtsieg             |              |
| 2001 | Audi Sport Team Joest    | Audi R8                 | Frank Biela     | Tom Kristensen   | Gesamtsieg             |              |
| 2002 | Audi Sport Team Joest    | Audi R8                 | Frank Biela     | Tom Kristensen   | Gesamtsieg             |              |
| 2003 | Champion Racing          | Audi R8                 | JJ Lehto        | Stefan Johansson | Rang 3 und Klassensieg |              |
| 2004 | ADT Champion Racing      | Audi R8                 | JJ Lehto        | Marco Werner     | Rang 3                 |              |
| 2005 | ADT Champion Racing      | Audi R8                 | Frank Biela     | Allan McNish     | Rang 3                 |              |
| 2006 | Audi Sport Team Joest    | Audi R10 TDI            | Frank Biela     | Marco Werner     | Gesamtsieg             |              |
| 2007 | Audi Sport North America | Audi R10 TDI            | Frank Biela     | Marco Werner     | Gesamtsieg             |              |
| 2008 | Audi Sport North America | Audi R10 TDI            | Frank Biela     | Marco Werner     | Rang 6                 |              |
| 2010 | Paul Drayson Racing      | Lola B09/60             | Paul Drayson    | Jonny Cocker     | nicht klassiert        |              |

### Sebring-Ergebnisse
| Jahr | Team                     | Fahrzeug     | Teamkollege      | Teamkollege  | Platzierung | Ausfallgrund    |
| ---- | ------------------------ | ------------ | ---------------- | ------------ | ----------- | --------------- |
| 1999 | Audi Sport Team Joest    | Audi R8R     | Perry McCarthy   | Frank Biela  | Rang 5      |                 |
| 2000 | Audi Sport Team Joest    | Audi R8      | Tom Kristensen   | Frank Biela  | Gesamtsieg  |                 |
| 2001 | Audi Sport Team Joest    | Audi R8      | Tom Kristensen   | Frank Biela  | Rang 2      |                 |
| 2002 | Audi Sport Team Joest    | Audi R8      | Tom Kristensen   | Frank Biela  | Rang 5      |                 |
| 2003 | Champion Racing          | Audi R8      | Stefan Johansson | JJ Lehto     | Rang 2      |                 |
| 2004 | Champion Racing          | Audi R8      | Marco Werner     | JJ Lehto     | Rang 2      |                 |
| 2005 | ADT Champion Racing      | Audi R8      | Allan McNish     | Frank Biela  | Rang 2      |                 |
| 2006 | Audi Sport North America | Audi R10 TDI | Marco Werner     | Frank Biela  | Ausfall     | Motor überhitzt |
| 2007 | Audi Sport North America | Audi R10 TDI | Marco Werner     | Frank Biela  | Gesamtsieg  |                 |
| 2010 | Drayson Racing           | Lola B09/60  | Jonny Cocker     | Paul Drayson | Rang 12     |                 |